# Passat (1911)
A Passat egy német négyárbócos acélbark, egyike az F. Laeisz hajótársaság legendás Flying P-Linereinek. A hajót 1911-ben építette meg a Blohm & Voss hamburgi hajógyár. Aktív szolgálatból való kivonása óta múzeumhajóként funkcionál Travemündében.
Elkészülte után Európa és Dél-Amerika között ingázott teherhajóként, a Laeisz hajótársaság hat különböző kapitányának irányítása alatt. A finn Gustaf Erikson tulajdonába kerülve főként búzát szállított Ausztrália és Európa között. Ekkoriban Otto Piper volt a kapitánya. Az 1950-es években iskolahajóként alkalmazták Európa és Dél-Amerika keleti partja között közlekedtetve. Összesen 39 alkalommal kerülte meg a kemény időjárási viszonyairól ismert Horn-fokot. Nem sokkal azután, hogy 1957-ben egyik testvérhajója, a Pamir egy hurrikánban elsüllyedt, a Passat is kis híján odaveszett egy orkánban. Ezután az üzemben tartásának csökkenő jövedelmezősége miatt kivonták a szolgálatból.
Jelenleg múzeumként, éjszakai szállásként és rendezvényhelyszínként funkcionál Travemündében horgonyozva.

## Múzeumhajóként való alkalmazása
Lübeck városa 1959-ben vásárolta meg a Passatot és 1960 óta horgonyoztatja múzeumhajóként, ifjúsági szállóként és rendezvényi helyszínként a Trave torkolatában lévő vitorláskikötőben Travemündében. 1978 óta műemlékvédelem alatt áll és Travemünde jelképének számít. A Passat évente 60 000 vendéget fogad rendezvényhelyszínként és múzeumhajóként, nyaranta pedig iskolai osztályok számára 35 kajütben 106 ággyal ifjúsági szállóként szolgál, ezen helyiségeken felül rendelkezik még három teremmel csoportos foglalkozásokhoz. A Passat fedélzetén polgári házasságkötésre van lehetőség, emellett – polgárinak nem számító – ceremoniális kapitányi házasságkötésre is.

## Története

### 1911 és 1939 között
1910-ben az F. Laeisz hajótársaság elveszítette az ötárbócos Preußent. A vitorláshajókkal való teherszállítás mértékének folyamatos csökkenése és a Dél-Amerikába irányuló, nagy vitorláshajókkal szállítandó áruk kínálatának csökkenése miatt a hajótársaság már 1909-ben megrendelt a hamburgi Blohm & Voss hajógyártól két kisebb négyárbócos barkot, a Passatot és a Pekinget, melyek fele annyi árut tudtak szállítani, mint ötárbócos társaik, melyek közül 1910-ben az F. Laeisz hajótársaság elveszítette az ötárbócos Preußent. A Passat gerincének lefektetésére 1911. március 2-án került sor.
Az 1911. szeptember 20-ai vízrebocsátásakor a hajót a passzátszél után nevezték el. A keresztelését Gertrud Grau végezte, aki a következő beszédet mondta:
Vihar fenyegeti az Északi-tengeren a vitorlást.
A forgalmas csatornán sűrű köd jelent veszélyt.
Az óceán teljes ereje sújtja a Biscayán.
Csak az Egyenlítő átlépésétől,
közelít a passzát által dagasztott vitorlákkal sebesen a céljához.
Kedvező szelek vezessenek Téged, büszke hajó,
mindig gyorsan és biztonságban az oltalmazó kikötőbe.
Ezt a kérést fejezze ki a neved.
A Passzát névre keresztellek.

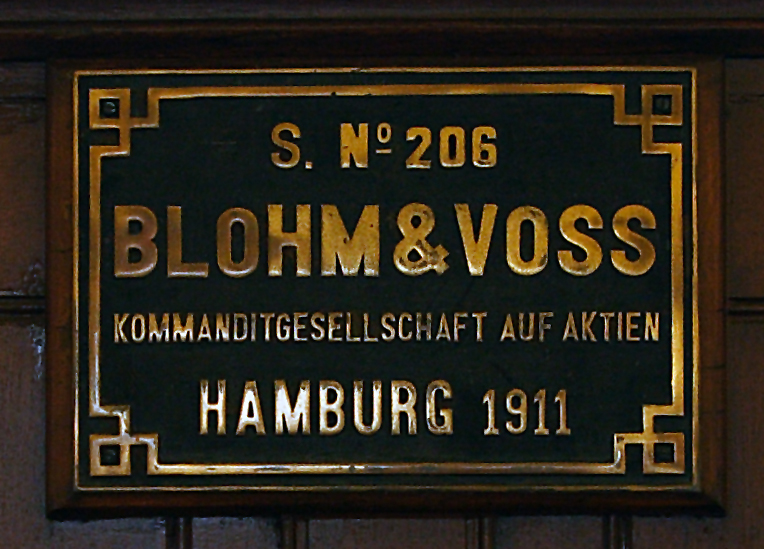
Típustábla és építési szám

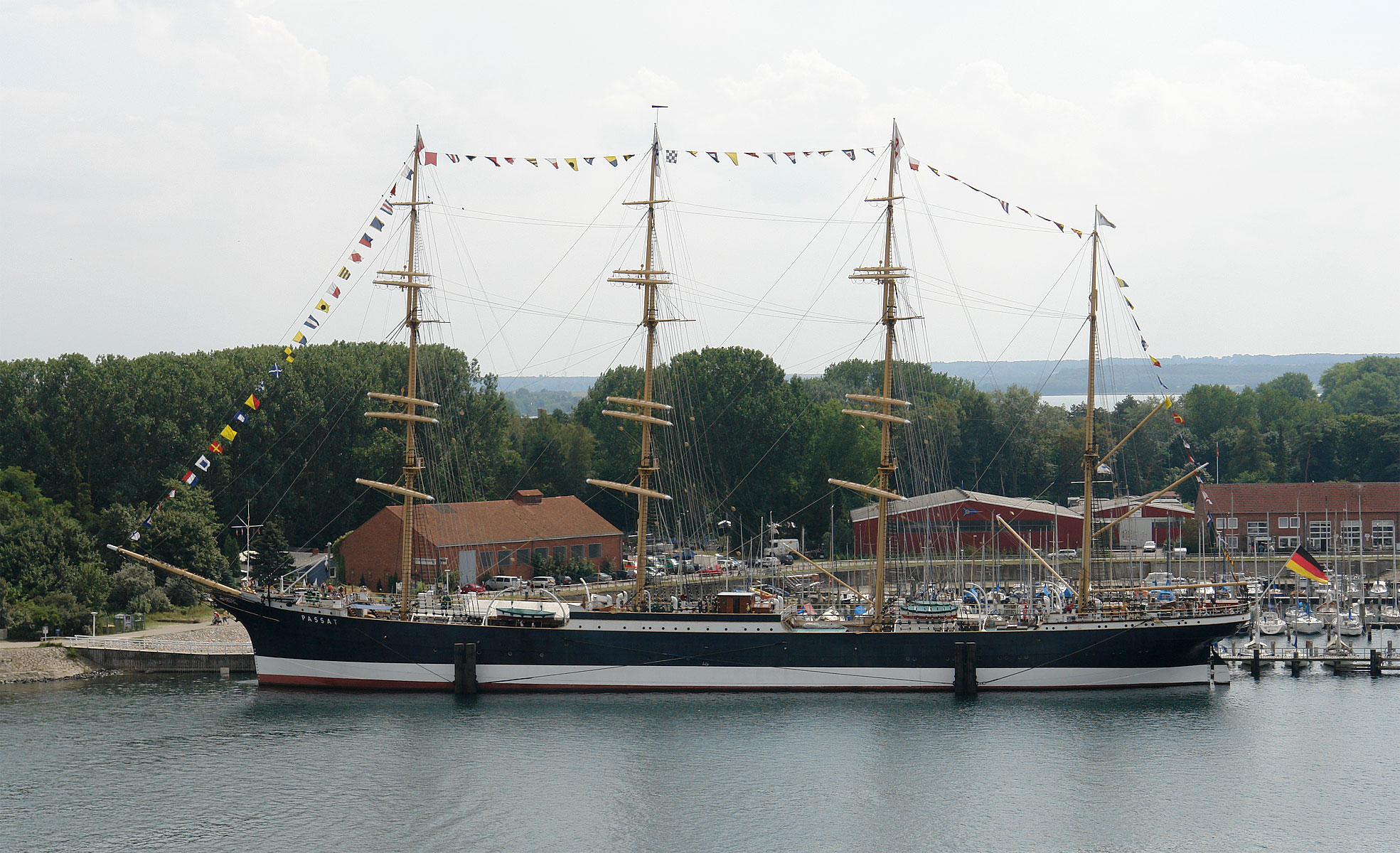
Travemündében horgonyozva

A 680 000 aranymárka költséggel megépült hajó 1911. november 25-re készült el. Első útjára J. Wendler kapitány irányításával 1911. december 24-én futott ki Hamburgból, hogy a Horn-fokot megkerülve Chilébe érjen. Ezt követően Európa és Latin-Amerika között teljesített szolgálatot és eközben kiváló vitorlásnak bizonyult, a 4100 m² felületű vitorláival képes volt 18 csomós sebességet is elérni és ezzel konkurense tudott lenni az egyre erősödő gőzhajózásnak.
1914-ben az első világháború kitörése után hét évet (más források szerint öt évet) a chilei Iquique kikötőjében töltött és csak 1921 májusában tért vissza Európába, Marseille-be, ahol háborús kártérítésként Franciaországhoz került. A francia állam nem tartott igényt a vitorlásra, ezért eladásra kínálták fel. Az F. Laeisz 1921 decemberében így visszavásárolhatta 13 000 fontért a hajóját, és a következő évtől ismét a pétisókereskedelemben alkalmazhatta.
1925-ben teherszállító iskolahajóvá építették át. A sebessége révén a Passat rentábilisabb volt bármely gőzhajónál. 1928. augusztus 25-én, mikoriban Eilert Müller volt a kapitánya, a vitorlás a La Manche-on a Dungeness-fok közelében összeütközött az orra előtt elhaladni igyekvő francia Daphne gőzössel. A gőzös az ütközés következtében 10 perc alatt elsüllyedt 2000 t ércszállítmányával együtt. Müller kapitány előbb az orrvitorlarúdra kapaszkodó francia tengerészeket vette a fedélzetére, majd a vitorlákat hátrafelé haladáshoz állíttatta be, és így szabadult el a süllyedő francia gőzhajótól. A Passatot kisebb sérülésekkel (összetört orrtőkével, vízszivárgással az orrban) a rotterdami hajógyárba vontatták vissza, ahol a javítások elvégzése után szeptember 2-án már folytathatta is az útját Chilébe. 1929. június 10-én ismét baleset részese volt, mikor a Royal Sovereign világítóhajótól nem messze az angol British Governor gőzössel ütközött össze. Ezuttal a Hermes vontatóhajó segítségével jutott el Rotterdamba. A sérülései ekkor súlyosak voltak, ezért csak július 18-án tudta folytatni az útját.
Miután nagyipari eljárásokkal (Haber-Bosch-eljárás, Ostwald-eljárás) lehetővé vált a pétisó előállítása, a műtrágya- és lőszergyártáshoz már nem volt szükséges Chiléből importálni az anyagot, és ennek következményeként az F. Laeisz 1932-ben eladta a Passatot a finn Gustaf Erikson hajótársaságnak. A második világháború kitöréséig hét alkalommal hajózott el Ausztráliába. 1934-ben, 1937-ben és 1938-ban a Passat nyerte meg a „búzaregattát”, az Európa és Ausztrália között közlekedő teherszállító vitorláshajók nem hivatalos, de nagy presztízzsel bíró versenyét, melyet Európából Ausztráliába, majd onnan búzaszállítmánnyal a Horn-fokot megkerülve kellett teljesíteni.

### 1939 és 1959 között

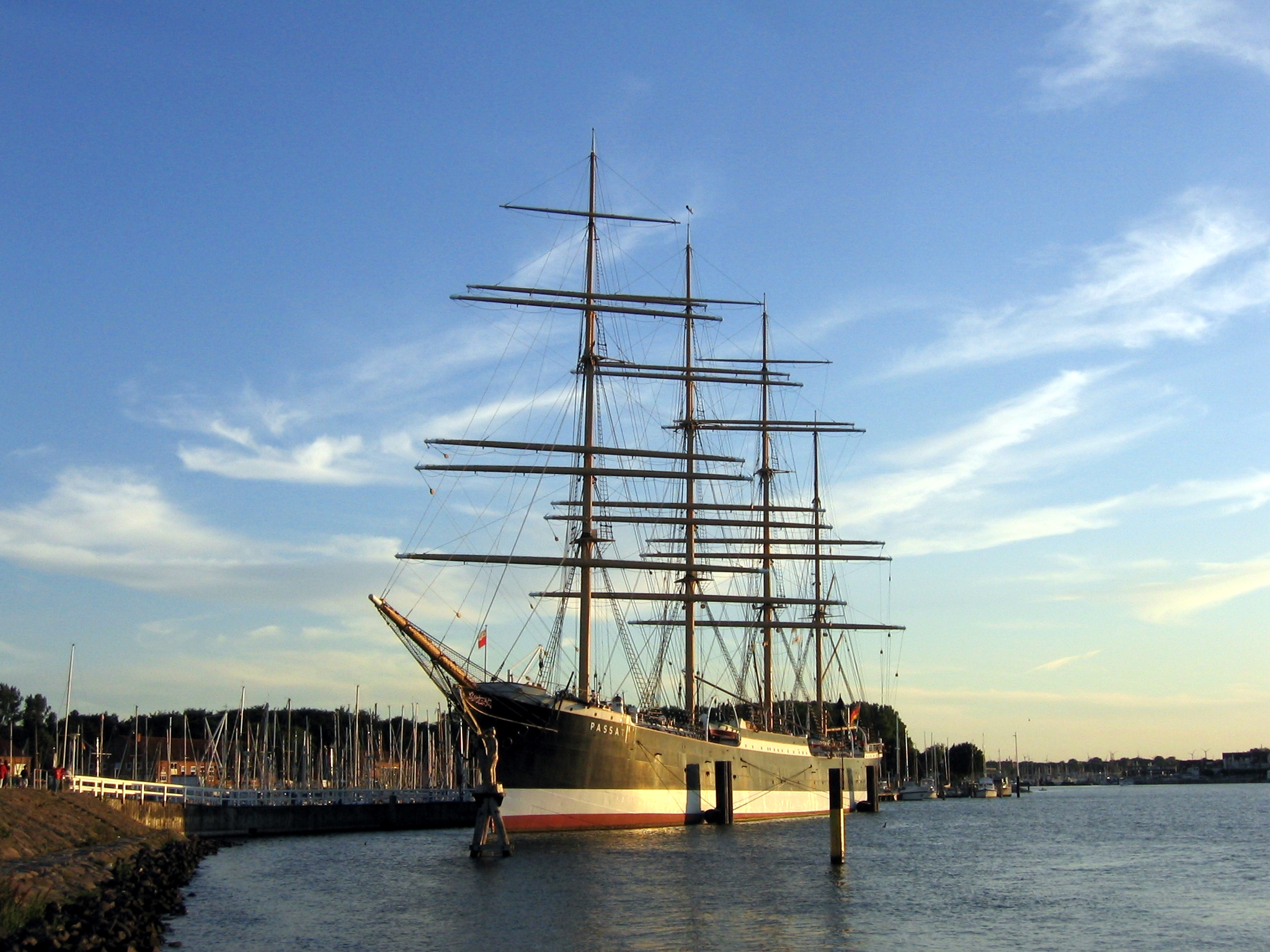
A Passat Travemünde kikötőjében 2006-ban

1939-ben a honi kikötőjében horgonyozott le, ahonnan 1944-ben Stockholmba vontatták, ahol 1946-ig búzaraktárnak használták.
A háború után Eriksonnak csak három nagyvitorlása maradt meg, a Pommern, a Viking és a Passat. Erikson 1947-ben bekövetkezett halála után 1948-ban a hajótársasága visszakapta még a háború idején lefoglalt Pamirt és az Archibald Russellt. A Passat még egyszer megnyerte a búzaregattát 1948-ban, de Erikson fia igyekezett a vitorláshajóktól megszabadulni és gőzhajókra átállni, így a Passatot a Pamirhoz hasonlóan előbb raktárhajóként adta bérbe a brit kormányzatnak.
A szerződés 1951-ben való lejárta után a két hajót belga hajóbontóknak adták el. Egy Helmut Grubbe kapitány és Heinz Schliewen lübecki hajózási vállalkozó körül szerveződő közösség megmentette a két hajót és Kielbe juttatták őket, ahova 1951. szeptember 25-én érkeztek meg. Kielben a Howaldtswerke hajógyárban a hajókat teherszállító kiképzőhajókká alakították át. A vontatási költségek mérséklésére a Passat segédmotorként egy 1000 lóerős tengeralattjáró-dízelmotort kapott. Nagyobb módosításokra volt szükség, hogy a szövetségi közlekedésügyi minisztérium által újonnan felállított „Vitorlás iskolahajók” munkacsoport által megfogalmazott biztonsági előírásoknak megfeleljen.
A négyárbócos barkokat az átalakítások után ismét szolgálatba állították és az útjaik során hivatásos hajósok kaptak tengerészkiképzést. A Passat Hermann Heuer kapitány irányításával 1952. február 12-én indult útnak első útjára iskolahajóként 54 kadéttal a fedélzetén Brakéből Dél-Amerikába. 1952 decemberében Günther kapitány vezetésével Dél-Amerika keleti partjáról a dániai Aarhusba indult. Pénzügyi nehézségek miatt 1953 februárjában a Schliewen hajótársaság fizetésképtelenséget jelentett, a Passatot Travemündébe vitték át.
1954 decemberében az oktatást a Stiftung Pamir und Passat (Pamir és Passat Alapítvány) vette át, melyet egy negyven német hajótársaság alkotta konzorcium alapított meg. A Zerssen & Co. hajótársaság zászlaja alatt a Passat ismét Európa és Dél-Amerika (Argentína és Uruguay) között teljesített szolgálatot.
Néhány héttel a Pamir elvesztése után 1957 novemberében a Passat Buenos Aires-ből hazafelé tartva épp csak túlélt egy erős vihart, mikor a Vizcayai-öböltől délnyugatra elkapta egy orkán és négy napon át küzdött vele. Eközben elmozdult az árpaszállítmánya és ettől egyre inkább a bal oldalára dőlt, egészen 50–55°-ig. A Pamirral ellentétben azonban a Passaton sikerült a jobboldalon mélyen lévő tartályokat feltölteni vízzel (1957. november 5.). A hajó ezután is veszélyesen meg volt dőlve és az utolsó másfél napon az a veszély fenyegette, hogy átfordul, azonban 1957. november 8-án sikerült befutnia Lisszabonba. Az árpa átrakodása után saját erejéből hajózott tovább Hamburgba. Itt az áru kipakolása után leselejtezték és ismét a lebontás fenyegette.

### 1959 óta: Lübeck tulajdonában

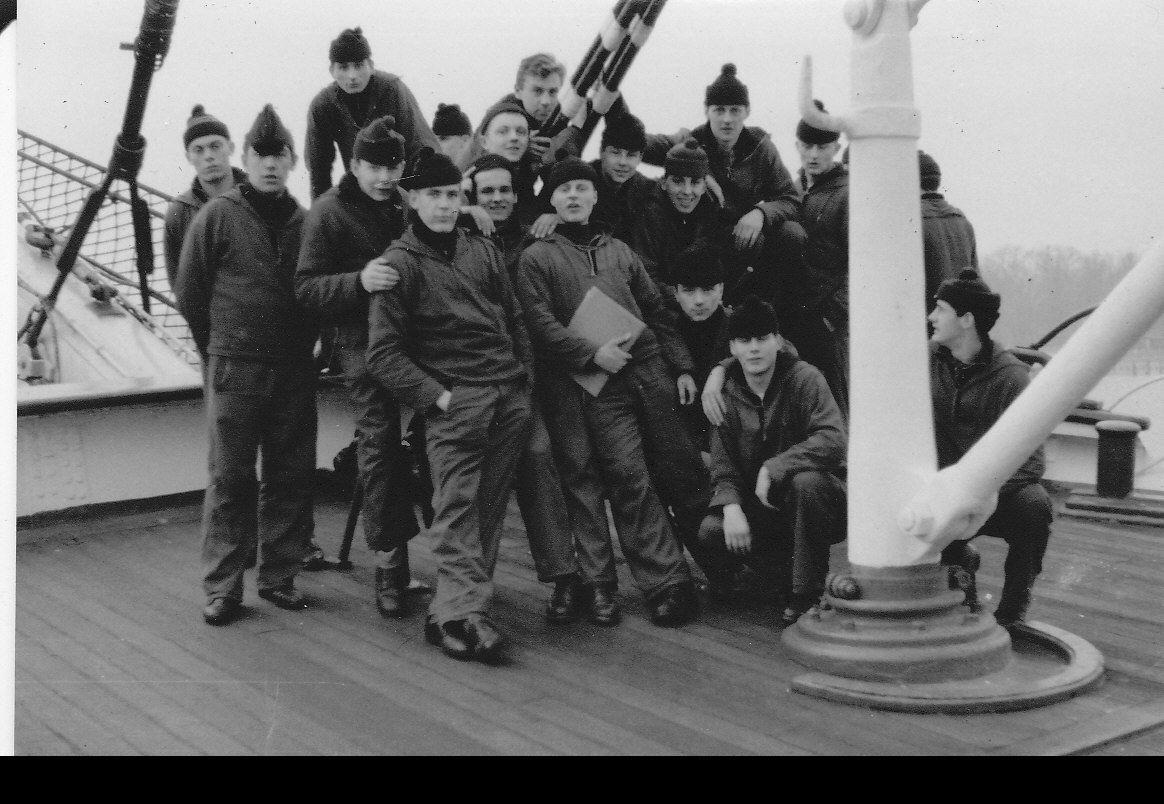
Az 1961. november – 1962. februári tanfolyam résztvevőinek egy csoportja a Passaton

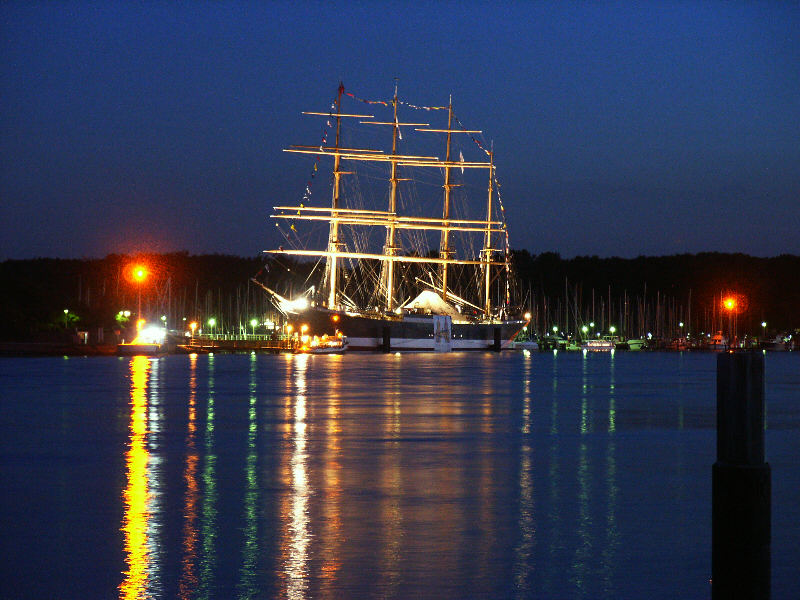
A Passat egy éjszakai felvételen (2017 előtt)

1959-ben a Passatot 315 000 márkáért megvette Lübeck városa, és mindmáig (2022) a hanzaváros tulajdonában áll. – 1960 januárjában a Passat Robert Clauß kapitány irányításával Hamburgból áthajózott Travemündébe a Priwall-félsziget partjához, és itt lett végleges horgonyzóhelye a Trave torkolatában. A Passat előbb a Schleswig-Holsteinische Seemannschule oktatóhelyszíne lett, majd 1966-tól múzeumként és nemzetközi találkozóhelyként – például a Deutsch–Französisches Jugendwerk cserediákprogramja számára – hasznosították.
A későbbi évek során ifjúsági szálló lett belőle, amihez mellék-, mosogató- és tusoló helyiségekkel szerelték fel. A lehorgonyzott hajót ivóvízzel a szárazföldről látták el, de így is sok minden emlékeztet a hajó korábbi életére a szűkös szálláshelyeken kívül is, így például a hajó orr-részén még mindig láthatók a disznóólok, melyekben az aktív évei alatt élőállatokat tartottak az ellátmány kiegészítéséhez.
1978-ban a Passatot mint a német tengerhajózás történetének egy példaértékű darabját műemlékvédelem alá helyezték. Egy évvel később a Lübecki Sportbizottság tagjai létrehozták a Rettet die Passat e.V. egyesületet, mely azóta a Passat megőrzéséért tevékenykedik.
1997 és 1998 között Lübeck város 7,2 millió márkás megbízásából a Flender-Werft hajógyár átfogó felújítást végzett el rajta. Többek között a 24 000 szegecséből 5000-et kívülről utánhegesztették és a lemezein mintegy 1000 lyukat kijavítottak. Ezen kívül kiemelték a két, egyenként négy tonnás horgonyát, melyek évek óta a Trave fenekén hevertek.
A hajó továbbra is úszóképes, de már nem mozgásképes, mivel a hegesztéssel megjavított acélból készült hajótest már nem elég rugalmas ahhoz, hogy a hullámok erejének a nyílt tengeren ellen tudjon állni. A lübeckiek és a látogatók közül sokan kifejezésre juttatták azon kívánságukat, hogy a hajót hozzák ismét hajózásra képes állapotba és vitorlásként legyen alkalmazható ismét. Ennek érdekében egy egyesületet is létrehozták, azonban Lübeck városa az előre be nem látható költségek miatt az ezzel kapcsolatos terveket folyton visszautasította. A Passatwind e. V. egyesület ezért egy háromárbócos bark megépítését tűzte ki célul, melynek a Passatwind (Passzátszél) nevet kívánták adni. Az elkészítéséhez az 1953-ban Indonézia számára Hamburgban megépített Dewaruci terveit vették alapul. Ezen kívül egy tehetős hajótársaságtulajdonos a Passat másolatát építi meg, melyet aktívan tervez használni vitorláshajóként. 2011 májusában ünnepelték a hajó 100. „születésnapját”. 2016-ig a Passat fenntartási költsége évente mintegy 350 000 euróba került, amit Lübeck városa és adományok fedeztek.

## Testvérhajóinak rövid története

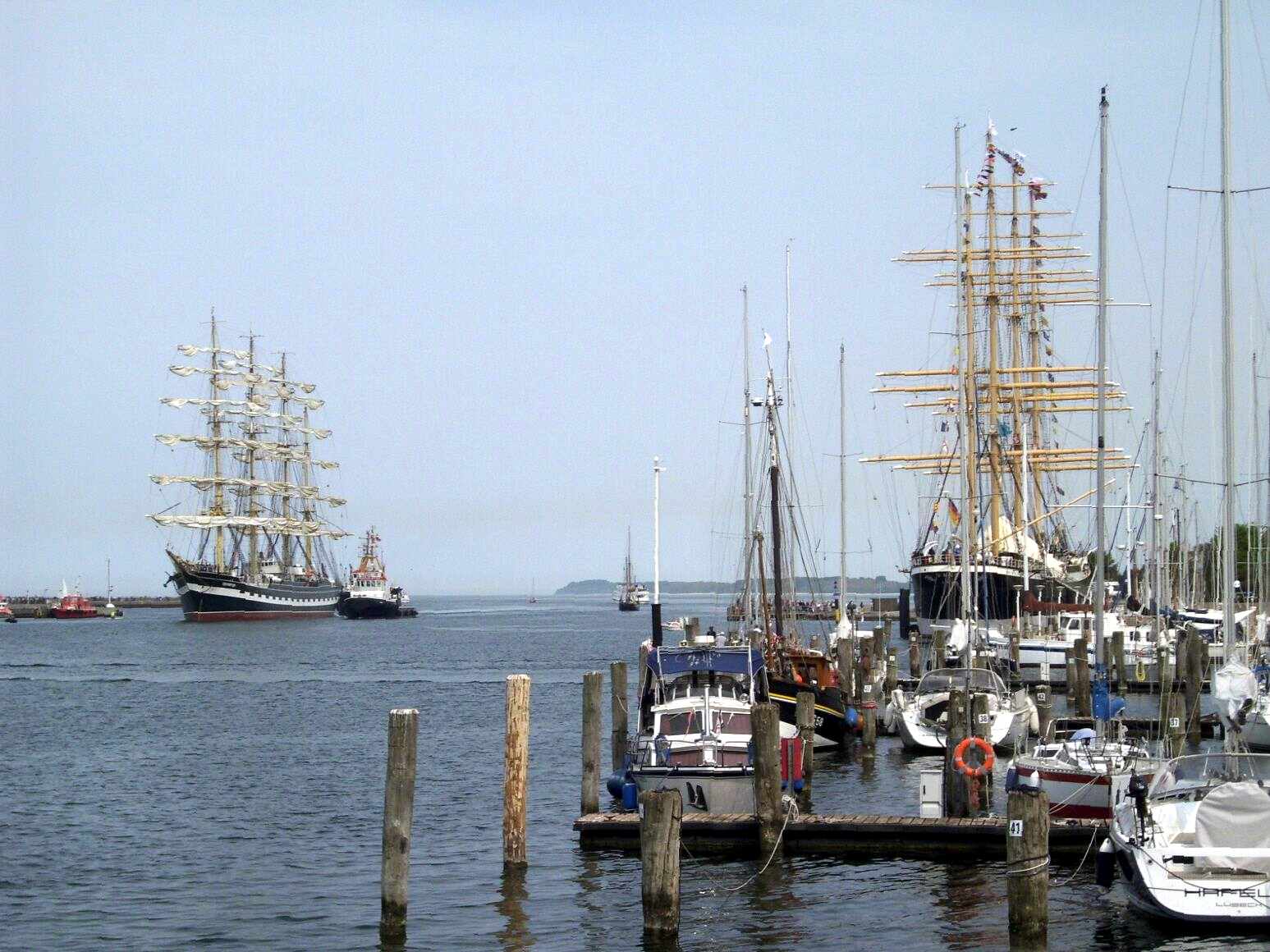
A Kruzenshtern találkozása a Passattal utóbbi 100. születésnapja alkalmából (2011)

A felépítésük és a méretük alapján az F. Laeisz utolsó nyolc négyárbócos barkját „a nyolc nővérként” (Die acht Schwestern) is emlegetik. Ezek a Pangani (1903), a Petschili (1903), a Pamir (1905), a Peking (1911), a Passat (1911), a Pola (1918), a Priwall (1920) és a Padua (1926; a mai Kruzenshtern), habár nem számítanak mind szigorúan véve testvérhajónak. Ténylegesen a Peking és a Passat illetve a Pola és a Priwall számítottak annak, mivel ezeket azonos tervrajzok alapján építették meg. A Pamir fő méreteiben különbözött tőlük, ami arra a kísérletre vezethető vissza, hogy a hajótest formáját a tárolókapacitáshoz viszonyítva optimalizálják.
A hajók sorsa egészen eltérően alakult, közülük mára csak a Passat (Travemünde), a Peking (Hamburg) és a Kruzenshtern (ex-Padua) maradtak meg. Utóbbi egyedüliként hajózásra képes közülük, az orosz halászati minisztérium iskolahajójaként honi kikötője Kalinyingrád. A mindössze 10 éve szolgálatba állított Panganiba 1913-ban a La Manche-on belefutott egy francia gőzhajó. A 34 tengerészéből csak négyen élték túl a tragédiát. A Petschilit 1919. július 12-én Valparaíso közelében sodorta a partra egy északi vihar (a térségben németül ún. „Norder”) miután elszakadt a horgonylánca. A Pola soha nem állt szolgálatba az F. Laeisznél, mivel az első világháború után egyből Franciaországhoz került jóvátételként és ott Richelieu névvel alkalmazták. 1926-ban Baltimore-ban tűz ütött ki rajta, ami után lebontották. A Priwallt 1941-ben odaajándékozták Chilének, ahol Lautaro névvel alkalmazták iskolahajóként. 1945-ben veszett oda, mikor kigyulladt a guanóból álló rakománya. A Pamir 1957. szeptember 21-én süllyedt el egy hurrikánban az Atlanti-óceán északkeleti részén.

## Képgaléria

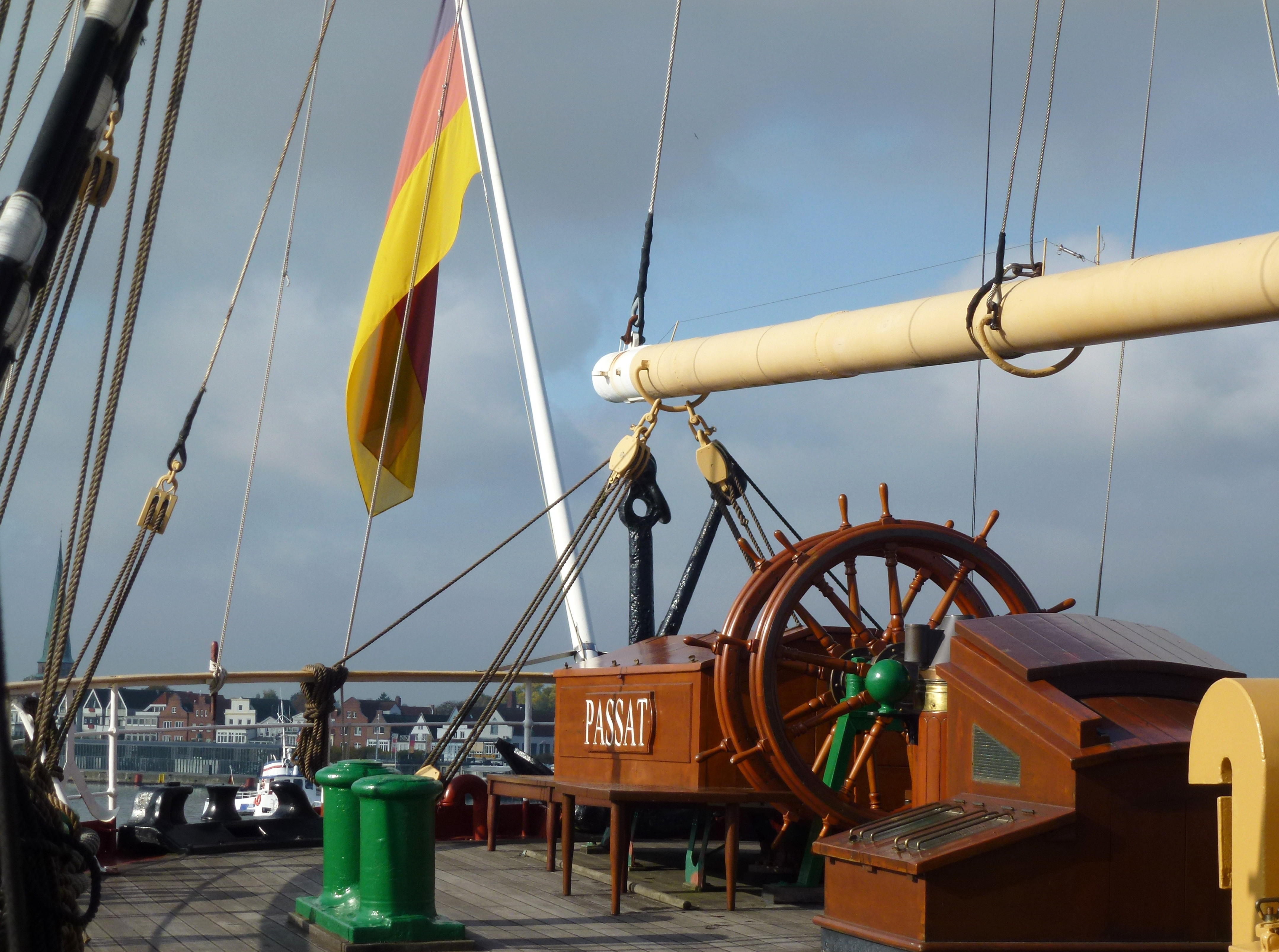
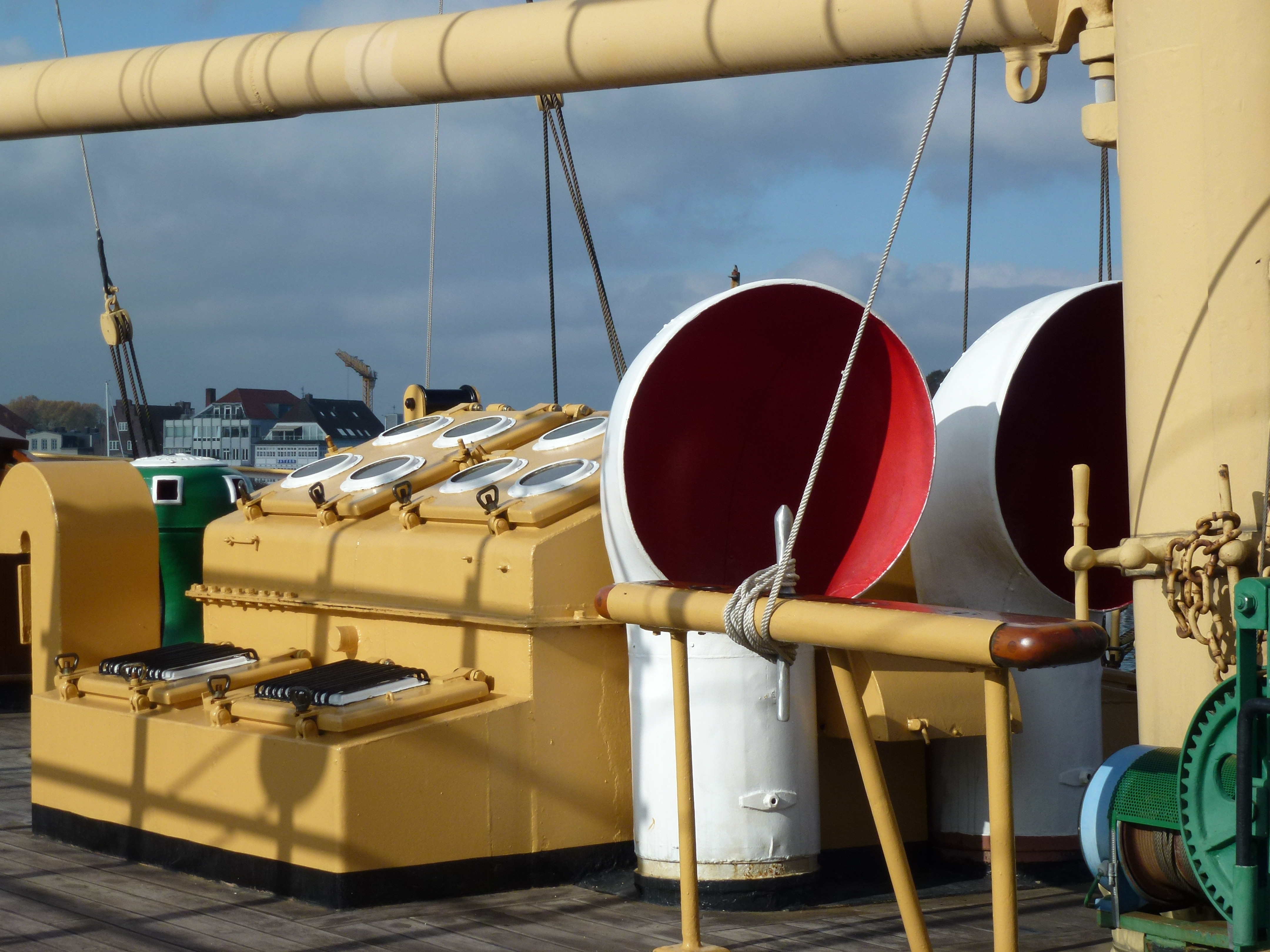
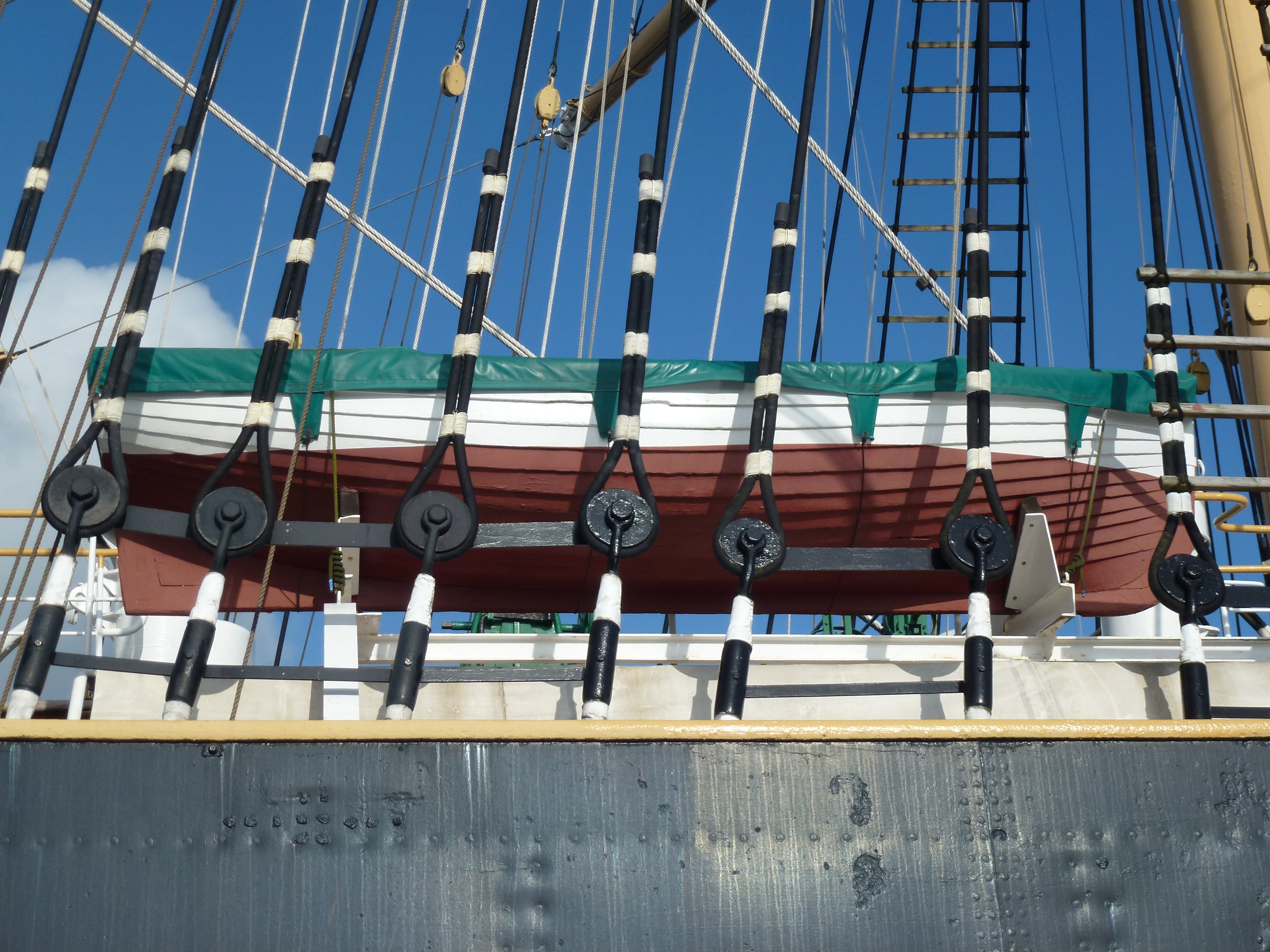
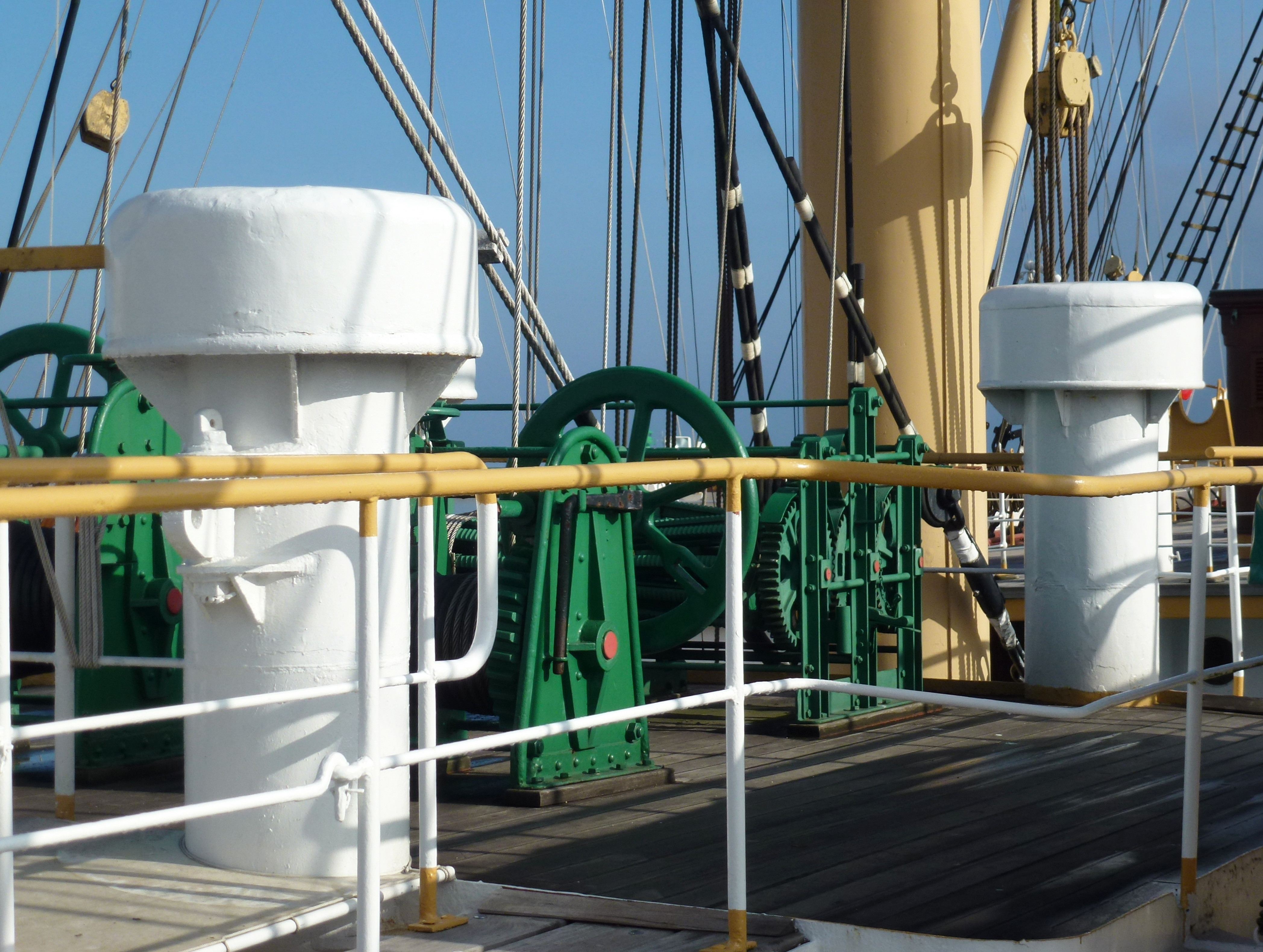
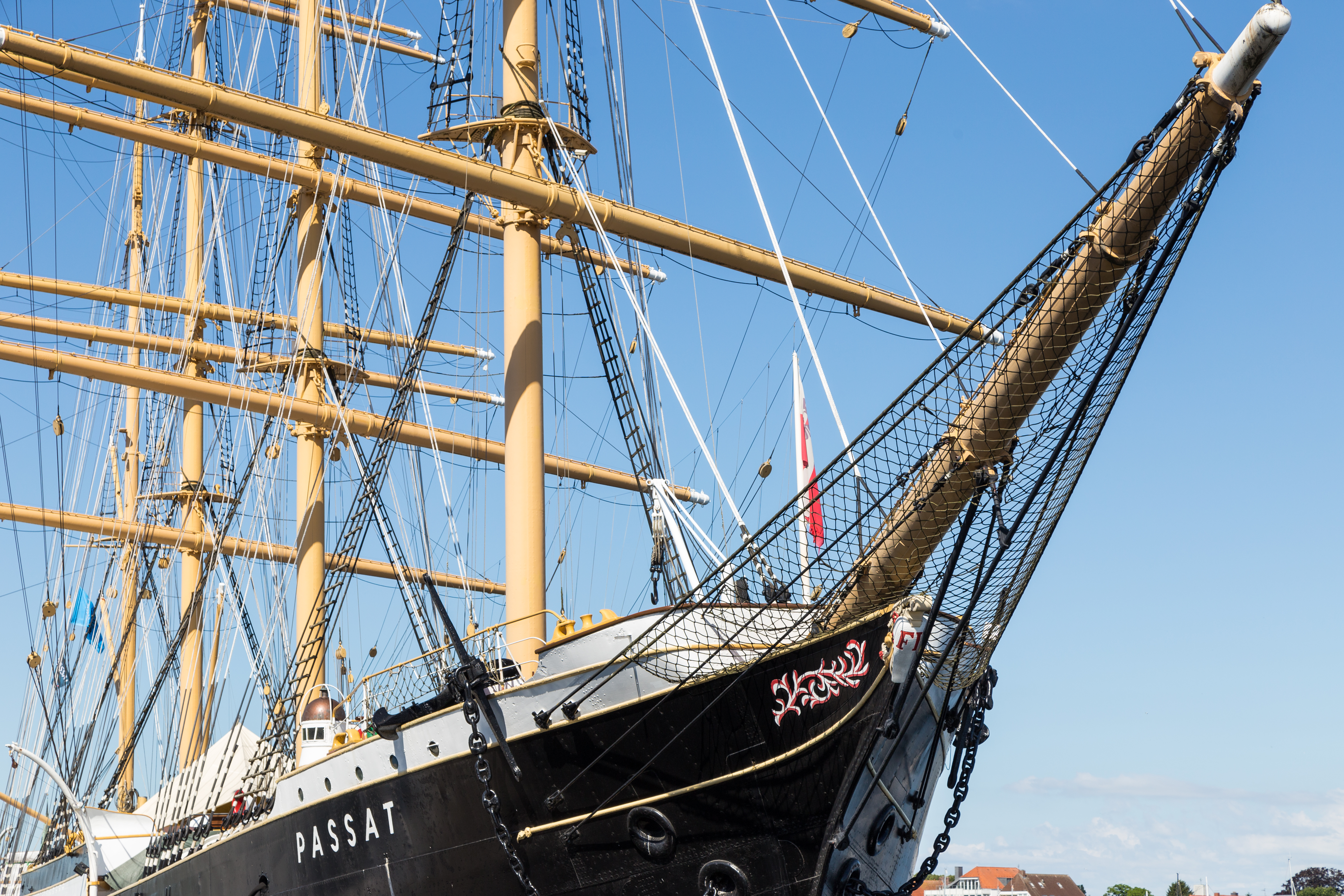

## Emlékezete
A Falkland-szigetek 1989-ben és 1991-ben a Horn-fok 39 alkalommal való megkerüléséért egy saját kiadású bélyeggel emlékezett meg a Passatról. Németország 2005-ös kiadású, „Az ifjúságért – Nagyvitorlások” ("Für die Jugend – Großsegler") bélyegsorozatában egy egyedi bélyeget adott ki a Passatról. 2011-ben a NordBrief adott ki egy 0,50 €-s bélyeget a hajó megépítésének 100 éves jubileumára.
A Passaton kívül megmaradt négyárbócosok még a Göteborgban horgonyzó Viking, az Åland-szigeteken lévő Mariehamnban horgonyzó Pommern és a még ma is a tengereket szelő Szedov (ex. Kommodore Johnsen és Magdalene Vinnen 1921-ből), melyet a „Pamir elsüllyedése” című film elkészítéséhez is használtak és ehhez az alakított hajó F. Laeisz hajótársaságnál használt festésével látták el.

## Linkek
- „Rettet die Passat e.V.“ egyesület honlapja sok információ a hajóról